# Arthonia brucei
Arthonia brucei är en lavart som beskrevs av Grube. Arthonia brucei ingår i släktet Arthonia och familjen Arthoniaceae.   Inga underarter finns listade i Catalogue of Life.